# Памятник Курчатову (Снежинск)
Памятник И. В. Курчатову в Снежинске был открыт 20 июня 1975 года на территории закрытого предприятия ВНИИП (ныне РФЯЦ-ВНИИТФ). Автор — А. С. Гилев (1928—1988). Памятник представляет собой сваренную из нескольких отливок алюминиевого сплава ростовую фигуру учёного, установленную на двух природных камнях весом 40 и 10 т, доставленных от дер. Каменушка.

## История создания
Инициатором создания памятника выступил Ю. А. Зысин — профессор, доктор наук, начальник физического сектора ВНИИП, долгое время работавший вместе с И. В. Курчатовым, Харитоном, Сахаровым и другими известными учёными. Идея создания памятника была поддержана Георгием Павловичем Ломинским — директором института.
Изготовить монумент предложили знаменитому каслинскому скульптору Александру Семёновичу Гилеву, члену Союза художников СССР. Работа над моделью заняла около пяти лет. Необходимо отметить, что лишь два предприятия в стране специализировались на изготовлении крупных монументальных памятников — в г. Мытищи и Ленинграде. Неожиданного для себя третьим оказался НИИ технической физики г. Снежинска (Челябинск-70). После подготовки модели, почти восьмиметровая скульптура была отлита в алюминии. Все операции по формовке и отливу кусков скульптуры проводились в 153 цехе завода № 1.
Создание скульптуры проводилось почти нелегально. Идея создания памятника шла вразрез с существующем тогда общегосударственным запретом на установку монументов. Также вразрез принятому особому положению города и института проводились работы в пустовавшем тогда здании ПТ-500, а скульптор А. С. Гилев был зачислен лаборантом сектора 5.

### Копии памятника
Позднее на первом заводе были изготовлены ещё два экземпляра памятника, по просьбе руководства Челябинска-65 (ныне г. Озёрск) и Семипалатинского ядерного полигона. Один из них находится на центральной площади г. Озёрска, другой  стоит в  г. Курчатове. Так же был изготовлена часть памятника - бюст, который установлен в Озёрске у здания реактора А.
- Памятник Курчатову в городе Озёрске
- Памятник академику Курчатову на фоне Центрального штаба Семипалатинского полигона.
 (Копия памятника в Снежинске)

## Композиция
Скульптура представляет собой изображение учёного в рост. Учёный стоит, широко расставив ноги, руки его заложены за спину, полы его плаща развеваются на ветру. Прекрасным фоном служит берёзовая роща.